# مظاهرات جامعة كاليفورنيا (لوس أنجلوس) المؤيدة لفلسطين 2024
انطلقت مظاهرات المؤيدة لفلسطين في جامعة كاليفورنيا (لوس أنجلوس) في 25 أبريل 2024 ومعارضة لاستثمارات الجامعة في إسرائيل.
كانت التظاهرات على شكل اعتصامات ومختمات في الجامعة، وقد أطلق عليها اسم "مخيم التضامن مع فلسطين"، وهذه التظاهرات جزء من الاحتجاجات المؤيدة لفلسطين في الجامعات التي نظمت حملات من أجل سحب الاستثمارات من إسرائيل. وقد تعرض المخيم لهجوم من قبل متظاهرين مضادين عدة مرات، مما أدى إلى وقوع اشتباكات.
في 2 مايو، داهمت إدارة شرطة لوس أنجلوس المخيم وفككته، واعتقلت متظاهرين وأنهت الاعتصامات.

## معرض الصور
- الطلاب في المعسكر في اليوم السابق لهجوم المخربين
- اشتباك الطلاب مع ضباط دوريات الطرق السريعة في كاليفورنيا والذين يرتدون معدات مكافحة الشغباشتباك الطلاب مع ضباط دوريات الطرق السريعة في كاليفورنيا والذين يرتدون معدات مكافحة الشغب
- انطلاق شرطة لوس أنجلوس في جامعة كاليفورنيا (لوس أنجلوس)انطلاق شرطة لوس أنجلوس في جامعة كاليفورنيا (لوس أنجلوس)
- عدد أكبر من شرطة لوس أنجلوس يصلون الجامعةعدد أكبر من شرطة لوس أنجلوس يصلون الجامعة
- أعضاء هيئة التدريس في الجامعة يدعمون الطلاب في المخيمأعضاء هيئة التدريس في الجامعة يدعمون الطلاب في المخيم
- أعضاء هيئة التدريس في الجامعة يدعمون الطلاب في المخيم